# Monte Pettinascura
Il monte Pettinascura (o Petina Scura) (1.689 s.l.m.), è una delle vette più alte dell'altopiano della Sila. Sorge nella Sila Grande, al confine fra i comuni di Casali del Manco, San Giovanni in Fiore e di  Longobucco. La cima, 1.689 metri s.l.m., è posta nel territorio di Casali del Manco. Il monte è di rilevante valore naturalistico e fa parte del parco nazionale della Sila. Inoltre molte sue aree sono vincolate e classificate zona 1 del parco, così come gran parte del suo territorio è coperto da vincolo di ZPS.

## Posizione geografica
Il Pettinascura si posiziona nell'area denominata Sila Grande (area centrale della Sila) a ridosso dell'area denominata Sila Greca (area settentrionale della Sila).

## Come raggiungerlo
Il monte Pettinascura è raggiungibile percorrendo la SP 208 che collega i comuni di San Giovanni in Fiore e Longobucco. Raggiunta la parte più elevata della SP, per raggiungere la vetta si deve poi percorrere a piedi un sentiero.